# Storskjær
La réserve naturelle de Storskjær  est une réserve naturelle norvégienne qui est située dans la municipalité de Asker dans le comté d'Akershus.

## Description
La réserve naturelle est située sur une petite île du nom de Storskjær au nord-est de la ville de Drøbak. La zone a une superficie d'environ 0,02 km2, dont 0,055 km2 en zone maritime. Elle est située dans le Drøbaksundet (en) dans l'Oslofjord, juste à l'est de Storsand et juste au sud de la Forteresse d'Oscarsborg.
C'est un lieu de nidification important pour le goéland argenté. Entre le 15 avril et le 15 juillet, il est interdit de pêcher sur le récif et dans la mer environnante.
Le tunnel d'Oslofjord passe dans un tunnel directement sous Storskjær.